# Aled de Malmanche
Aled Peter de Malmanche, född 11 september 1984 i Palmerston North, Nya Zeeland, är en nyzeeländsk  rugbypelare. Han spelar krats for Stade Français i den franske Top 14-liga.